# Lư Hồng
Lư Hồng (hoặc Lô Hồng, tiếng Trung giản thể: 卢红, bính âm Hán ngữ: Lú Hóng, sinh tháng 2 năm 1968, người Hán) là nữ chính trị gia nước Cộng hòa Nhân dân Trung Hoa. Bà là Ủy viên dự khuyết Ủy ban Trung ương Đảng Cộng sản Trung Quốc khóa XX, hiện là Thường vụ Thành ủy, Bộ trưởng Bộ Thống Chiến Thành ủy Trùng Khánh, kiêm Phó Bí thư Đảng tổ Chính Hiệp Trùng Khánh. Bà từng là Bí thư Quận ủy Vinh Xương, Trùng Khánh.
Lư Hồng là đảng viên Đảng Cộng sản Trung Quốc, học vị Cử nhân Luật học, Thạc sĩ Quản trị kinh doanh, Cao cấp Chính công sư. Bà có sự nghiệp hơn 30 năm đều công tác ở Trùng Khánh, từ xí nghiệp nhà nước cho đến tổ chức Đảng và chính quyền địa phương.

## Xuất thân và giáo dục
Lư Hồng sinh vào tháng 2 năm 1968 tại huyện Tỉnh Nghiên thuộc địa cấp thị Lạc Sơn, tỉnh Tứ Xuyên, Cộng hòa Nhân dân Trung Hoa. Bà lớn lên và tốt nghiệp cao trung ở Tỉnh Nghiên, đến năm 1985 thì thi cao khảo và đỗ Đại học Tứ Xuyên, tới thủ phủ Thành Đô nhập học hệ pháp luật từ tháng 9 cùng năm, tốt nghiệp cử nhân chuyên ngành luật học vào tháng 7 năm 1989. Tháng 4 năm 2000, bà theo học chương trình nghiên cứu sinh sau đại học tại Trường Quản trị kinh doanh của Đại học Trùng Khánh, nhận bằng MBA vào tháng 12 năm 2002. Bà từng tham gia một khóa chương trình quản lý công thương cấp cao tại Trường Quản lý kinh tế từ giai đoạn tháng 3–7 năm 2009 của Đại học Thanh Hoa. Lư Hồng được kết nạp Đảng Cộng sản Trung Quốc vào tháng 6 năm 1993.

## Sự nghiệp

### Xí nghiệp nhà nước
Tháng 7 năm 1989, sau khi tốt nghiệp trường Tứ Xuyên, Lư Hồng được phân công vào Công ty Thiết cương Trùng Khánh – xí nghiệp nhà nước, bắt đầu sự nghiệp của mình ở đây. Trong thời kỳ đầu 1989–95, bà lần lượt là chuyên viên ngạch khoa viên, phó khoa trưởng rồi khoa trưởng của Phòng Giám sát thuộc Ủy ban Kỷ luật của công ty. Đến năm 1995, công ty được cải tổ thành Tập đoàn Thiết cương Trùng Khánh, bà chuyển sang xí nghiệp mới, nhậm chức Phó Chủ nhiệm Ban Kiểm tra của Phòng Giám sát, thăng lên Chủ nhiệm Ban Giám sát chấp pháp sau đó 1 năm. Tháng 7 năm 1999, bà nhậm chức Trợ lý Trưởng phòng Giám sát, rồi kiêm Trưởng ban Kiểm tra án kiện từ cuối năm 1999, và Phó Trưởng phòng Giám sát từ tháng 1 năm 2000.

### Trùng Khánh
Tháng 12 năm 2003, sau 10 năm ở xí nghiệp cương thiết, Lư Hồng được điều tới Chính phủ Nhân dân thành phố Trùng Khánh, nhậm chức Phó Trưởng phòng Tổng hợp của Ủy ban Kiểm Kỷ thuộc Ủy ban Giám sát và Quản lý Tài sản Nhà nước ở Trùng Khánh, rồi thăng chức làm Trưởng phòng Pháp quy chính sách của Ủy ban này từ tháng 8 năm 2005. Tháng 8 năm 2009, bà được điều về huyện Bích Sơn của Trùng Khánh, được chỉ định vào Ủy ban Thường vụ Huyện ủy, kiêm nhiệm là Bí thư Ủy ban Công tác Đảng Khu công nghiệp huyện từ tháng 3 năm 2010, và Chủ tịch Tổng Công hội Bích Sơn từ tháng 9 cùng năm. Tháng 1 năm 2012, bà nhậm chức Bộ trưởng Bộ Tổ chức Huyện ủy Bích Sơn, sang năm 2014, khi huyện được nâng cấp thành quận, bà tiếp tục giữ các chức vụ tương đương ở đơn vị hành chính mới, kiêm nhiệm thêm là Bí thư Ủy ban Công tác Đảng khu công nghiệp công nghệ cao Bích Sơn. Tháng 12 năm 2016, bà được điều tới quận Vũ Long, nhậm chức Phó Bí thư Quận ủy, được bầu làm Quận trưởng Vũ Long từ tháng 1 năm 2017. Đến tháng 3 năm 2021, bà tiếp tục được điều tới quận Vinh Xương, nhậm chức Bí thư Quận ủy.
Vào tháng 5 năm 2022, Lư Hồng được bầu vào Ủy ban Thường vụ Thành ủy, được phân công làm Bộ trưởng Bộ Công tác Mặt trận Thống nhất Thành ủy Trùng Khánh, đồng thời kiêm nhiệm là Phó Bí thư Đảng tổ Ủy ban Trùng Khánh Hội nghị Hiệp thương Chính trị Nhân dân Trung Quốc. Trong giai đoạn này, bà cũng được bầu là đại biểu của đoàn Trùng Khánh dự Đại hội Đảng Cộng sản Trung Quốc lần thứ XX. Trong quá trình bầu cử tại đại hội, bà được bầu là Ủy viên dự khuyết Ủy ban Trung ương Đảng Cộng sản Trung Quốc khóa XX.